# Etihad Rail
A Etihad Rail, anteriormente conhecida como Union Railway, foi fundada em Junho de 2009 sob a lei federal No. 2 para o desenvolvimento, construção, gerenciamento e operação da malha ferroviária nacional de transporte de cargas e passageiros dos Emirados Árabes Unidos.

## Projeto
A malha de 1.200 Km começou a ser construída em fases para conectar o principal centro populacional e industrial dos EAU, bem como para formar uma parte vital da malha ferroviária do Conselho de Cooperação do Golfo (CCG). Em 2014, uma fabrica de dormentes de concreto foi construída em Mirfa, EAU, para suprir o projeto.
A ferrovia é formada principalmente em via dupla, de bitola padrão, concebida para tráfego de uso misto, equipada com um sistema europeu de sinalização na cabine (ETCS nível 2), além de estar sendo construída para aceitar vagões Double Stack para contêineres. Os trens de cargas viajam a 120 km/h e os trens de passageiros podem trafegar a mais de 200 km/h na malha.
A ferrovia Etihad Rail começou a ser entregue em fases, entrando em operação comercial em dezembro de 2015. A primeira fase da ferrovia foi entregue totalmente operacional, dentro do prazo e do orçamento proposto. A Fase Dois já recebeu aprovação para iniciar os trabalhos.

### Fase um
A primeira fase de 264 km é um corredor de exportação, principalmente para o transporte de enxofre granulado, das minas de Shah e Habshan até o porto de Ruais. Os serviços entre Habshan e Ruais estavam operacionais, em fase de testes, desde setembro de 2013.
A Etihad Rail DB é a companhia responsável pela operação e manutenção da Fase Um da malha ferroviária nacional da Etihad Rail para o principal cliente da ferrovia, a Abu Dhabi National Oil Company (ADNOC). A Etihad Rail DB foi constituída em 2013 como uma joint-venture entre a Etihad Rail (51%) e Deutsche Bahn (DB) (49%), operadora da maior infraestrutura ferroviária da Europa. A Etihad Rail DB começou a operação comercial oficialmente em janeiro de 2016, depois de ter recebido a anuência da Autoridade Federal de Transportes dos Emirados Árabes Unidos. Em fevereiro de 2017, Etihad Rail DB anunciou que em 20 de janeiro de 2017, tinha movimentado seu milésimo trem

### Fase dois
A segunda fase conectara a ferrovia a Mussafah, a Burj Khalifa e aos portos de Jebel Ali, e as fronteiras da Arabia Saudita e de Omã. Durante esta fase, a malha será expandida em 628 km. Contratos foram firmados com a construtora Egis para obras civis e com a Jacobs para os serviços de engenharia, cobrindo totalmente o projeto final e a construção.

## Frota
Em julho de 2011, a Etihad Rail adquiriu sete locomotivas diesel-elétricas EMD SD70ACS. As locomotivas são pintadas em vermelho e cinza, utilizando cores da bandeira dos Emirados Árabes Unidos. As duas primeiras locomotivas SD70ACS foram desembarcadas em abril de 2013, no porto de Mussafá, em Abu Dabi e foram enviadas para Mirfa, na Região Ocidental, e preparadas para o lançamento de 266 km da Fase Um. Outra locomotiva EMD já havia sido entregue aos EAU para demostração e testes.
Em setembro de 2011, a chinesa CSR Corporation Limited, venceu a licitação para o fornecimento de 240 vagões Hopper fechados para o transporte de enxofre granulado.
Em dezembro de 2015, a Etihad Rail iniciou a operação comercial com o carregamento de enxofre granulado para a Abu Dhabi National Oil Company, de Shah e Habshan para ser exportado pelo Porto de Ruais.

## Parceiros
A Etihad Rail assinou Memorandos de Entendimento (MoUs) com empresas de diversos setores. Essas organizações incluem:
- Al Dahra
- Arkan
- Aramex
- Bertschi
- Centre of Waste Management - Abu Dhabi
- DHL
- DP World
- Emirates Integrated Telecommunications Company (Du)
- Dubai Industrial City
- Emirates Steel
- Emirates Telecommunications Corporation (Etisalat)	Global Shipping and Logistics (GSL)
- Hellmann Worldwide Logistics 	HOYER Global Transport BV
- JBC EXPRESS FREIGHT LLC
- National Air Cargo
- RSA Logistics
- Sharaf Logistics
- Sharjah Cement and Industrial Development Company (SCIDC)
- SNTTA Cargo
- Emirates Transport
- Abu Dhabi Ports Company
- ZonesCorp
- Al Jaber
- Al Futtaim Tamrac
- Western Bainoonah Group

Em março de 2013, a Etihad Rail formou uma joint-venture com a DB Schenker Rail, uma subsidiaria da companhia alemã Deutsche Bahn (DB), para operação e manutenção da ferrovia. A joint-venture Etihad Rail DB, vai promover a implantação de sua expertise na operação e manutenção para a Fase Um, estabelecendo procedimentos para atuar também como consultor nas operações das futuras fases da malha da Etihad Rail.

## Contribuição nos EAU
A ferrovia Etihad Rail está sendo desenvolvida de acordo com a Visão Econômica de Abu Dabi 2030 e a Visão dos EAU 2021. Construída de acordo com padrões internacionais, a malha ferroviária da Etihad Rail conectará os principais centros comerciais, industriais e populacionais, atuando como um catalisador do crescimento econômico e do desenvolvimento social sustentável. A ferrovia também formará uma parte vital da planejada rede ferroviária da CCG, ligando a Arábia Saudita, via Ghweifat, no oeste e Omã, via Al Ain, no leste.

### Impactos ambientais
A frota de trens da Etihad Rail beneficiará o meio ambiente carregando a mesma quantidade de carga de trezentos caminhões, por composição. A companhia também realiza avaliações de impacto ambiental para minimizar os efeitos ambientais da ferrovia, durante todo o seu desenvolvimento. A Etihad Rail conduzirá avaliações individuais em colaboração com a autoridade reguladora de cada emirado, incluindo a avaliação das instalações de construção e operação, localizadas ao longo da malha ferroviária.